# Верхній Сардик
Верхній Сарди́к (рос. Верхний Сардык, башк. Үрге Сәрҙек) — село у складі Туймазинського району Башкортостану, Росія. Входить до складу Татар-Улкановської сільської ради.
Населення — 406 осіб (2010; 366 у 2002).
Національний склад:
- башкири — 68 %
- татари — 29 %